# 弗洛格斯塔倫山
72°36′S 2°59′W / 72.600°S 2.983°W
弗洛格斯塔倫山是南極洲的山峰，位於東部南極洲的毛德皇后地，屬於博格地塊的一部分，處於約庫爾斯卡韋特嶺的東北面，由挪威的製圖師根據測量和空中照片繪入地圖。